# Lasso (ustensile agricole)
Pour les articles homonymes, voir Lasso.

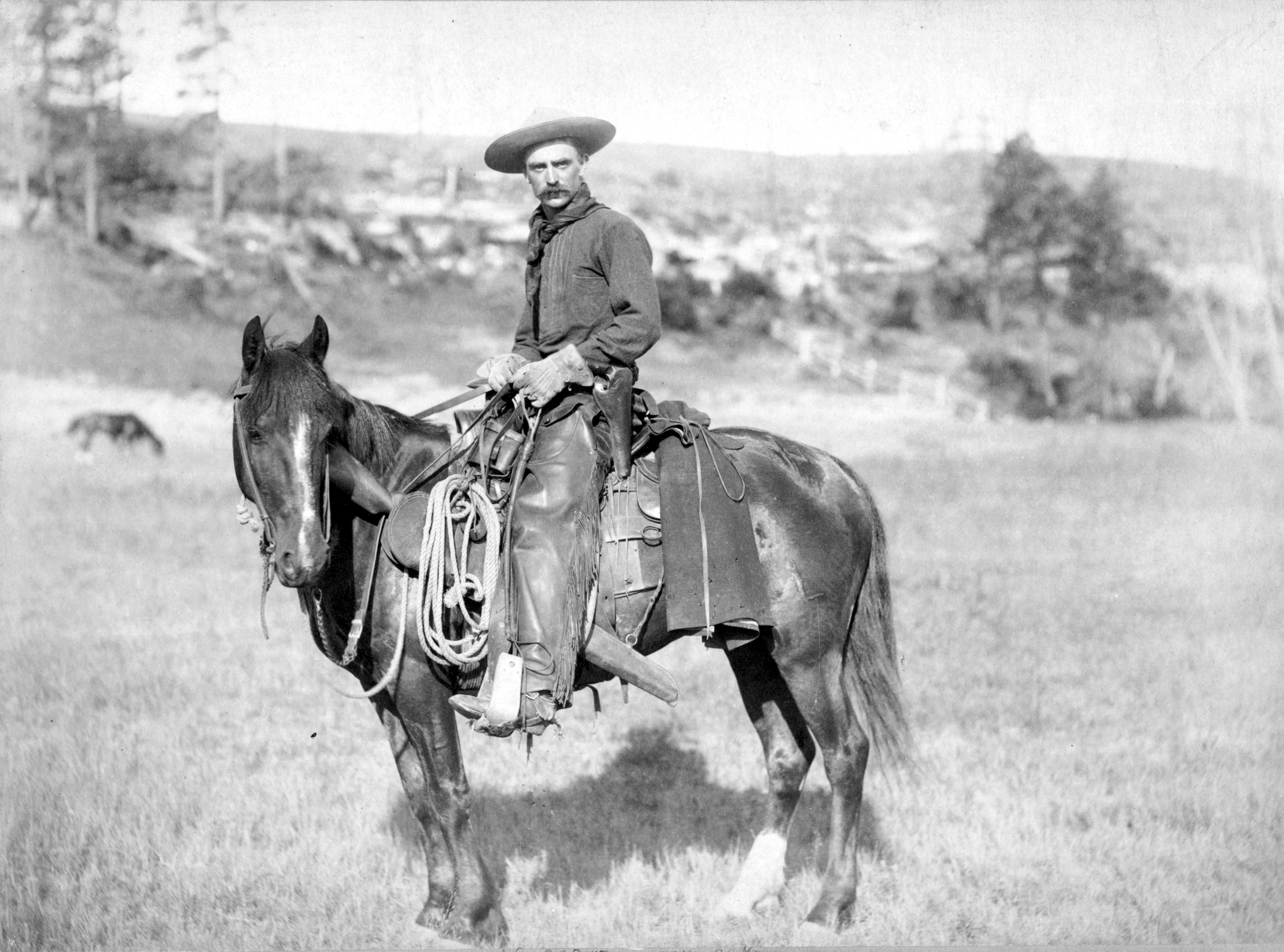
Un cow-boy en 1888 comptant un lasso dans son équipement.

Un lasso est une corde avec une boucle coulissante, lancée sur une bête afin de la capturer. Il est utilisé par les gardiens de troupeaux comme les gauchos ou les cow-boys mais également dans le monde du spectacle, notamment dans des numéros de cirque.
Le lasso était également utilisé à la guerre, notamment par les cavaliers huns dans l'Antiquité, ainsi que par les cavaliers hongrois, notamment par les csikósok lors de la révolution hongroise de 1848.